# Kasteel van Filips van Komen
Het Kasteel van Filips van Komen of Kasteel van Ruisscheure (Frans: Château de Philippe de Comines) is een kasteel in de gemeente Ruisscheure in het Franse Noorderdepartement.

## Geschiedenis
Oorspronkelijk stond hier een middeleeuwse burcht die terugging tot de 11e eeuw. Het was de zetel van de heerlijkheid. Rond 1290 werd deze eerste burcht uitgebreid en versterkt door de graven van Vlaanderen en maakt het deel uit van de verdedigingslinie bekend onder de naam Nieuwedijk; waarvan de verdedigingsgracht Nieuwegracht het belangrijkste onderdeel was. In 1328 werd dit kasteel, tijdens de Opstand van Kust-Vlaanderen onder leiding van Nicolaas Zannekin, belegerd en verwoest door de Franse koning Filips VI van Frankrijk (zie: Slag bij Kassel (1328)).
Het huidige kasteel werd in 1435 op dezelfde plaats gebouwd door Colard II van der Clyte (Colart II de la Clyte), die nadien grootbaljuw van het Graafschap Vlaanderen werd.
Zijn zoon, Filips van Komen, werd hier geboren in 1447. Het wapen van Filips, en het jaartal 1508, bevindt zich boven de toegangspoort. In de 16e eeuw werd het kasteel nog gewijzigd. In deze eeuw kwam het kasteel aan de familie "Van Sint-Omaars geseyt Morbeke" (de Saint-Omer Morbecque) en in 1617 kwam het aan de familie Montmorency. Van 1720-1786 behoorde het aan de familie Taverne en toen werd het verkocht aan Edouard Le Febvre de Halle, die tevens de laatste heer was.
In 1792 werd het kasteel, tijdens de Franse Revolutie, zwaar beschadigd en in 1815 werd het weer bewoonbaar gemaakt.
Aan het einde van de Tweede Wereldoorlog werd een groot deel van het kasteel door vuur verwoest, maar de middeleeuwse donjon bleef bestaan en wordt tegenwoordig door de gemeente Ruisscheure gebruikt als gemeentehuis. Op 23 april 1981 werd de resterende donjon beschermd en ingeschreven als monument historique.

## Fotogalerij

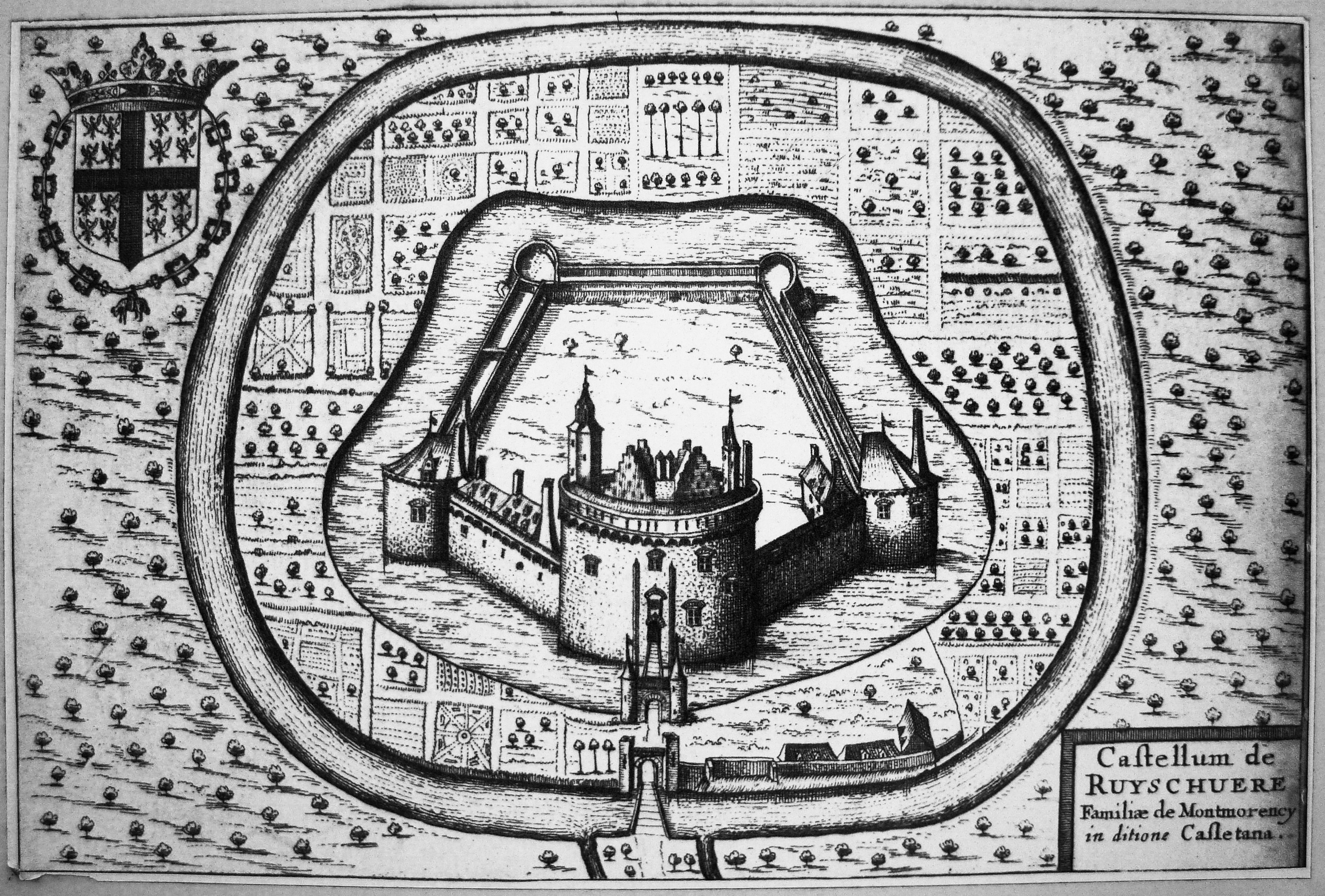
Plattegrond van het Kasteel van Ruisscheure (17e eeuw)
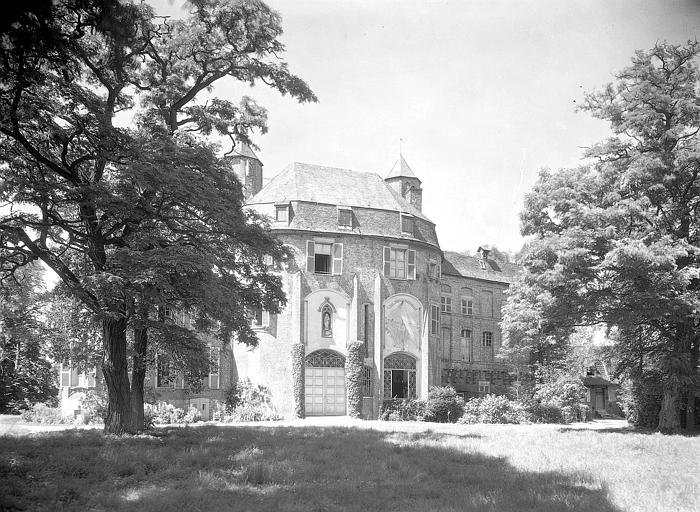
Het kasteel voor de verwoestingen tijdens de Tweede Wereldoorlog
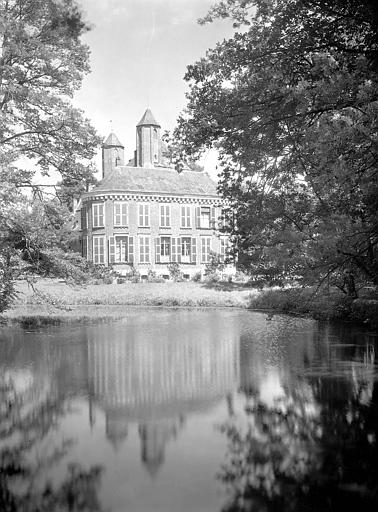
Het kasteel voor de verwoestingen tijdens de Tweede Wereldoorlog
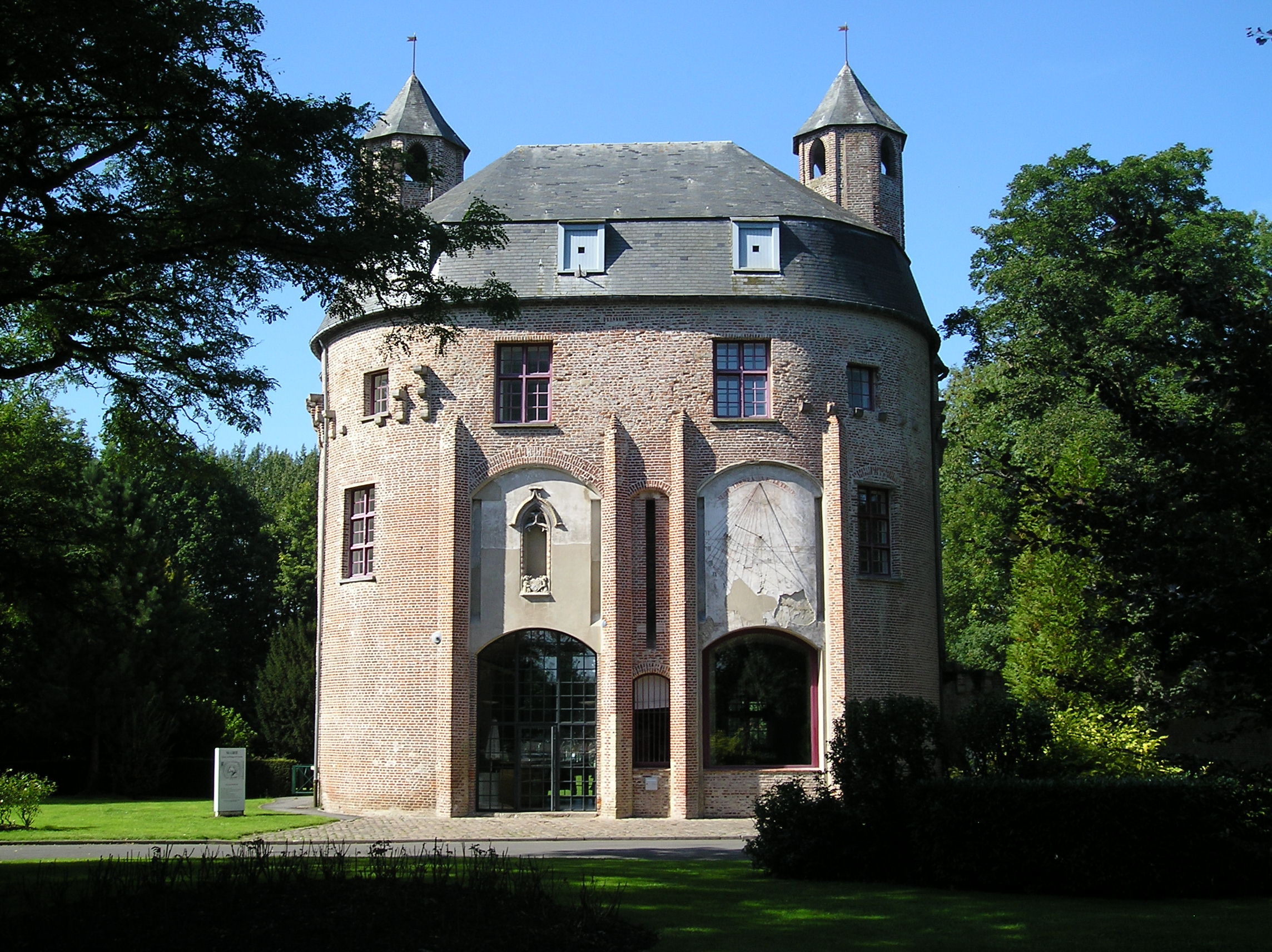
Het huidige kasteel wat nu dienst doet als gemeentehuis